# ریئه شیباتا
ریئه شیباتا (انگلیسی: Rie Shibata؛ زادهٔ ۱۴ ژانویهٔ ۱۹۵۹) بازیگر، و شخصیت‌های تلویزیونی در ژاپن اهل ژاپن است. وی از سال ۱۹۸۱ میلادی تاکنون مشغول فعالیت بوده‌است.